# Coenosia pudorosa
Coenosia pudorosa este o specie de muște din genul Coenosia, familia Muscidae, descrisă de Collin în anul 1953. Conform Catalogue of Life specia Coenosia pudorosa nu are subspecii cunoscute.